# Amhara-Argobba jezici
Amhara-Argobba jezici, malena podskupina južnoetiopskih jezika koja je svoje ime dobila po jedina dva jezika koja obuhvaća. Ovim jezicima govori preko 17,500,000 ljudi na području Etiopije, od čega samo 10,000 otpada na govornike argobba jezika. Oko 40,000 Falaša amharskim govori u Izraelu.
Amharski ili etiopski najvažniji je jezik Etiopije i etiopske jezične skupine.

## Klasifikacija
Afrazijski (374)
Semitski (78)
Južnosemitski  (21)
Etiopski  (15)
južnoetiopski  (12)
Transversal  (6)
Amhara-Argobba (2): amhara [amh] (Etiopija), argobba [agj] (Ethiopia)

## Vanjske poveznice
- Ethnologue (14th)
- Ethnologue (15th)